# Berlingaccio
Berlingaccio è una festa che si celebra a Firenze e nei comuni limitrofi il giovedì grasso ovvero il giovedì precedente l'ultimo giorno di carnevale.

## Etimologia
Berlingaccio deriva da berlengo, ‘tavola da pranzo o da gioco’ a sua volta dall'antico francese brelanc o berlenc e questo dal francone *brëdling ‘assicella’. L'etimo germanico è sicuro, ma si può ipotizzare anche un prestito diretto dall'antico alto tedesco o dal longobardo.

## Influenze della festa nella tradizione
Oltre alla schiacciata alla fiorentina che comunque è dedicata più a tutto il periodo carnevalesco in genere,  il dolce tipico di questa festa è il berlingozzo.
Dedicato a tale festa anche una maschera con lo stesso nome e un verbo, berlingare, con il significato di divertirsi e spassarsela a tavola (citato da poeti cinquecenteschi).
Per sottolineare la voglia e, in un certo senso, l'obbligo di fare festa e di abbuffarsi con qualsiasi tipo di cibo e bevanda, è d'uso il detto «per Berlingaccio chi non ha ciccia ammazzi il gatto, chi non ha il gatto ammazzi il cane, ecco fatto il carnevale!».
Testimonianze della festa  si sono ritrovate in alcuni documenti fiorentini del 1416/1417.
Benedetto Varchi nell'opera L'Ercolano cita il berlingaccio come «È berlingaccio quel giovedì, che va innanzi al giorno del carnesciale, che i Lombardi chiamano la giobbia grassa».